# Hélène Cortin
Hélène Cortin (* 7. Februar 1972 in Dunkerque) ist eine ehemalige französische Ruderin, die 1996 eine olympische Bronzemedaille gewann.
Die für Sporting Dunkerquois startende Hélène Cortin gewann bei den Junioren-Weltmeisterschaften 1989 und 1990 jeweils die Silbermedaille mit dem französischen Achter. Bei den Weltmeisterschaften 1991 trat die 1,86 m große Cortin erstmals in der Erwachsenenklasse an und startete in zwei Bootsklassen. Mit dem Vierer ohne Steuerfrau belegte sie den siebten Platz, mit dem Achter erreichte sie Rang sechs. Bei den Olympischen Spielen 1992 trat sie nur mit dem Vierer an und belegte den siebten Platz.
1993 rückte Hélène Cortin zu Christine Gossé in den Zweier ohne Steuerfrau, die beiden gewannen den Titel bei den Weltmeisterschaften 1993 im tschechischen Račice u Štětí und 1994 in Indianapolis. Nachdem Gossé 1995 mit Celine Cuisant-Garcia die Bronzemedaille gewonnen hatte, kehrte Cortin 1996 in den Zweier zurück. Bei den Olympischen Spielen 1996 in Atlanta siegten die Australierinnen Kate Slatter und Megan Still vor dem US-Zweier, zwei Sekunden dahinter gewannen Christine Gossé und Hélène Cortin die Bronzemedaille.